# Llista de l'art públic de Ciutat Vella (oest)
Llista de l'art públic de Ciutat Vella de Barcelona en el sector oest corresponent als barris del Gòtic i el Raval. Inclou les obres del catàleg raonat d'art públic editat per l'Ajuntament de Barcelona i la Universitat de Barcelona.
| Títol | Descripció | Autor/Data | Material | Localització | Codi           | Imatge |
| --- | --- | --- | --- | --- | -------------- | --- |
| Complement miraculós | | Pintura: Antoni Tàpies 2004, col·locada 2005, 2007, traslladada 2010 | tècnica mixta | Pl. de Sant Jaume, 1, Ajuntament 41° 22′ 56″ N, 2° 10′ 38″ E / 41.38227°N,2.17723°E                                                                    | 08019/41-1     | Es creu que no es poden fer fotos lliures d'aquesta obra                                                                                          |
| Dona asseguda | | Escultor: Manolo Hugué, signada obra 1930-1931, col·locada en aquest emplaçament 1989 | bronze sobre base de pedra calcària polida de Sant Vicenç                                                                            | Pl. Sant Jaume, vestíbul de la Casa de la Ciutat 41° 22′ 57″ N, 2° 10′ 38″ E / 41.38248°N,2.1773°E                                                     | 08019/1013-1   | Dona asseguda (Manolo Hugué) · Es creu que no es poden fer fotos lliures d'aquesta obra                                                           |
| A Frederic Soler, Monument a Pitarra | Dedicat: Frederic Soler i Hubert                                                                                     | Escultor: Agustí Querol Arquitecte: Pere Falquès 1906, projecte de 1896 | marbre blanc sobre pedestal de pedra de Montserrat                                                                                   | Pl. del Teatre 41° 22′ 43″ N, 2° 10′ 33″ E / 41.37874°N,2.17579°E                                                                                      | 08019/1075-1   | A Frederic Soler (Agustí Querol) · Vegeu més fotos d'aquesta obra · Carregueu una nova foto d'aquesta obra                                        |
| A Iscle Soler, Portrait de l'acteur catalan Iscle Soler | Dedicat a Iscle Soler                                                                                                | Escultor: Pau Gargallo 1918, pedestal actual 1944 | bronze sobre pedestal de pedra de Montjuïc                                                                                           | Pl. Sant Agustí 41° 22′ 51″ N, 2° 10′ 18″ E / 41.380695°N,2.171782°E                                                                                   | 08019/1077-1   | A Iscle Soler (Pau Gargallo) · Vegeu més fotos d'aquesta obra · Carregueu una nova foto d'aquesta obra                                            |
| Als màrtirs de la independència | | Escultor: Josep Llimona, signada Arquitecte: Pere Benavent de Barberà i Abelló La ceràmica reprodueix gravats de Bonaventura Planella (1815) obra de 1929-1930, col·locada en aquest emplaçament 1941 | bronze sobre pedestal de granit | Pl. Garriga i Bachs 41° 23′ 01″ N, 2° 10′ 33″ E / 41.383598°N,2.175747°E                                                                               | 08019/1078-1   | Als màrtirs de la independència (Josep Llimona) · Vegeu més fotos d'aquesta obra · Carregueu una nova foto d'aquesta obra                         |
| Àngel | | Escultor: Vicenç Navarro Arquitecte: Pere Benavent de Barberà i Abelló 1941 | alabastre | Pl. Garriga i Bachs 41° 23′ 01″ N, 2° 10′ 33″ E / 41.383587°N,2.175707°E                                                                               | 08019/1078-2   | Àngel (Vicenç Navarro) · Vegeu més fotos d'aquesta obra · Carregueu una nova foto d'aquesta obra                                                  |
| Enrajolat | | reprodueix gravats de Bonaventura Planella 1941, sobre un model de 1815 | ceràmica | Pl. Garriga i Bachs 41° 23′ 01″ N, 2° 10′ 33″ E / 41.383626°N,2.175713°E                                                                               | 08019/1078-3   | Enrajolat · Vegeu més fotos d'aquesta obra · Carregueu una nova foto d'aquesta obra                                                               |
| Mare de Déu del Roser | | Escultora: Luisa Granero 1967 | marbre blanc sobre arquitectura | La Rambla, 99, Palau de la Virreina 41° 22′ 57″ N, 2° 10′ 19″ E / 41.38237°N,2.17194°E                                                                 | 08019/1079-1   | Mare de Déu del Roser (Luisa Granero) · Vegeu més fotos d'aquesta obra · Carregueu una nova foto d'aquesta obra                                   |
| Jaume I el Conqueridor | | Escultor: Josep Bover, signada Arquitecte: Josep Mas 1844 | marbre blanc amb corona daurada | Pl. Sant Jaume, façana de l'Ajuntament 41° 22′ 57″ N, 2° 10′ 38″ E / 41.38259°N,2.17723°E                                                              | 08019/1080-1   | Jaume I el Conqueridor (Josep Bover) · Vegeu més fotos d'aquesta obra · Carregueu una nova foto d'aquesta obra                                    |
| Plaça de la Constitució | | Escultor: Celdoni Guixà 1840 | marbre blanc | Des de l'any 2013 és al MUHBA. Anteriorment era a la Pl. Sant Jaume, façana de l'Ajuntament 41° 22′ 57″ N, 2° 10′ 38″ E / 41.38255°N,2.17718°E         | 08019/1080-2   | Plaça de la Constitució · Vegeu més fotos d'aquesta obra · Carregueu una nova foto d'aquesta obra                                                 |
| Escut de Barcelona | | Escultor: Josep Bover (projecte), Felipe Casoni Pizani (execució) Edifici: Josep Mas i Francesc Daniel Molina (projecte) 1853 projecte, 1855 | marbre blanc | Pl. Sant Jaume, façana de l'Ajuntament 41° 22′ 57″ N, 2° 10′ 38″ E / 41.38255°N,2.17718°E                                                              | 08019/1080-3   | Escut de Barcelona · Vegeu més fotos d'aquesta obra · Carregueu una nova foto d'aquesta obra                                                      |
| Joan Fiveller, Conseller II de Barcelona | Dedicada a Joan Fiveller                                                                                             | Escultor: Josep Bover, signada Arquitecte: Josep Mas 1846 | marbre blanc | Pl. Sant Jaume, façana de l'Ajuntament 41° 22′ 57″ N, 2° 10′ 38″ E / 41.38251°N,2.17714°E                                                              | 08019/1081-1   | Joan Fiveller, Conseller II de Barcelona (Josep Bover) · Vegeu més fotos d'aquesta obra · Carregueu una nova foto d'aquesta obra                  |
| Esportius de la mar | | Escultor: Joaquim Ros i Sabaté, signada 1969 | planxa d'acer sobre pedestal de pedra                                                                                                | Moll de la Fusta 41° 22′ 47″ N, 2° 10′ 57″ E / 41.37985°N,2.18238°E                                                                                    | 08019/1083-1   | Esportius de la mar (Joaquim Ros i Sabaté) · Vegeu més fotos d'aquesta obra · Carregueu una nova foto d'aquesta obra                              |
| A Ramon Berenguer III | Dedicada a Ramon Berenguer III                                                                                       | Escultor: Josep Llimona, signada fosa i restauració de Frederic Marès obra 1880, guix de 1888, fosa 1950 | bronze sobre pedestal de pedra de Montjuïc                                                                                           | Pl. Ramon Berenguer el Gran 41° 23′ 04″ N, 2° 10′ 40″ E / 41.38448°N,2.17779°E                                                                         | 08019/1085-1   | A Ramon Berenguer III (Josep Llimona) · Vegeu més fotos d'aquesta obra · Carregueu una nova foto d'aquesta obra                                   |
| A Antonio Machín | Dedicat a Antonio Machín per subscripció popular                                                                     | Obra del taller de Subías Berlinghieri 1981 | placa i medalló de bronze sobre pedra                                                                                                | Pl. Vicenç Martorell 41° 23′ 04″ N, 2° 10′ 08″ E / 41.38434°N,2.16897°E                                                                                | 08019/1086-1   | A Antonio Machín · Carregueu una nova foto d'aquesta obra                                                                                         |
| Al bisbe Irurita | Dedicada a Manuel Irurita                                                                                            | Escultor: Vicenç Navarro, signada 1943 | bronze | C. Bisbe, 1 41° 23′ 02″ N, 2° 10′ 32″ E / 41.384°N,2.17545°E                                                                                           | 08019/1087-1   | Al bisbe Irurita (Vicenç Navarro) · Vegeu més fotos d'aquesta obra · Carregueu una nova foto d'aquesta obra                                       |
| Sant Pau | | Escultor: Domènec Rovira, el Jove 1668 | pedra de Montjuïc | C. Carme amb c. Egipcíaques 41° 22′ 53″ N, 2° 10′ 07″ E / 41.381334°N,2.168613°E                                                                       | 08019/1088-1   | Sant Pau (Domènec Rovira) · Vegeu més fotos d'aquesta obra · Carregueu una nova foto d'aquesta obra                                               |
| Sant Pau | | Escultor: Lluís Bonifaci, el Vell Policromia: Ramon Pinós Orfebreria: Josep Ros 1679 | pedra | C. Carme, 47, pati Casa de la Convalescència 41° 22′ 53″ N, 2° 10′ 09″ E / 41.381380°N,2.169150°E                                                      | 08019/1090-1   | Sant Pau (Lluís Bonifaci) · Vegeu més fotos d'aquesta obra · Carregueu una nova foto d'aquesta obra                                               |
| A Marià Fortuny | Dedicada a Marià Fortuny                                                                                             | Escultor: Miquel Oslé, signada obra de 1922, instal·lada 1942 | marbre blanc sobre pedestal de pedra de Montjuïc                                                                                     | C. Pintor Fortuny amb c. Xuclà 41° 23′ 00″ N, 2° 10′ 14″ E / 41.38334°N,2.17046°E                                                                      | 08019/1092-1   | A Marià Fortuny (Miquel Oslé) · Vegeu més fotos d'aquesta obra · Carregueu una nova foto d'aquesta obra                                           |
| A Àngel Guimerà | Dedicada a Àngel Guimerà                                                                                             | Escultor: Josep Cardona i Furró, rèplica actual de Josep M. Codina i Corona, signada model de 1909, fosa de 1983 | bronze sobre pedestal de pedra | Pl. Sant Josep Oriol 41° 22′ 57″ N, 2° 10′ 27″ E / 41.38241°N,2.17416°E                                                                                | 08019/1094-1   | A Àngel Guimerà (Josep Cardona i Furró) · Vegeu més fotos d'aquesta obra · Carregueu una nova foto d'aquesta obra                                 |
| La barca | | Escultor: Gabriel Alabert 1961 | pedra calcària sobre roca (inicialment sobre un estany)                                                                              | Pl. Vicenç Martorell 41° 23′ 03″ N, 2° 10′ 10″ E / 41.38415°N,2.16935°E                                                                                | 08019/1096-1   | La barca (Gabriel Alabert) · Vegeu més fotos d'aquesta obra · Carregueu una nova foto d'aquesta obra                                              |
| Creu de l'Hospital de la Santa Creu | | Escultor: Bernat Vilar 1591, columna 1691, destruïdes durant la Guerra Civil, reconstrucció 1939 | marbre blanc i rosat | Jardins de Rubió i Lluch, a l'Hospital de la Santa Creu 41° 22′ 51″ N, 2° 10′ 12″ E / 41.380893°N,2.170001°E                                           | 08019/1098-1   | Creu de l'Hospital de la Santa Creu · Vegeu més fotos d'aquesta obra · Carregueu una nova foto d'aquesta obra                                     |
| Catalunya | | Escultor: Pere Carbonell, restauració: Josep Miret Arquitecte: Gaietà Buigas 1888, reconstrucció 1965 | pedra de Monòver | Portal de la Pau, monument a Colom 41° 22′ 33″ N, 2° 10′ 40″ E / 41.37582°N,2.17781°E                                                                  | 08019/1103-1   | Catalunya (Pere Carbonell) · Vegeu més fotos d'aquesta obra · Carregueu una nova foto d'aquesta obra                                              |
| Aragó | | Escultor: Josep Carcassó, restauració: Josep Miret Arquitecte: Gaietà Buigas 1888, reconstrucció 1965 | pedra de Monòver | Portal de la Pau, monument a Colom 41° 22′ 33″ N, 2° 10′ 40″ E / 41.37582°N,2.17781°E                                                                  | 08019/1103-2   | Aragó (Josep Carcassó) · Vegeu més fotos d'aquesta obra · Carregueu una nova foto d'aquesta obra                                                  |
| Lleó | | Escultor: Rafael Atché, restauració: Josep Miret Arquitecte: Gaietà Buigas 1888, reconstrucció 1965 | pedra de Monòver | Portal de la Pau, monument a Colom 41° 22′ 33″ N, 2° 10′ 40″ E / 41.37582°N,2.17781°E                                                                  | 08019/1103-3   | Lleó (Rafael Atché) · Vegeu més fotos d'aquesta obra · Carregueu una nova foto d'aquesta obra                                                     |
| Castella | | Escultor: Josep Gamot, restauració: Josep Miret Arquitecte: Gaietà Buigas 1888, reconstrucció 1965 | pedra de Monòver | Portal de la Pau, monument a Colom 41° 22′ 33″ N, 2° 10′ 40″ E / 41.37582°N,2.17781°E                                                                  | 08019/1103-4   | Castella (Josep Gamot) · Vegeu més fotos d'aquesta obra · Carregueu una nova foto d'aquesta obra                                                  |
| Lluís de Santàngel | Dedicat a Lluís de Santàngel                                                                                         | Escultors: Josep Gamot (esbós), Giovanni Passani (realització), restauració: Josep Miret Arquitecte: Gaietà Buigas 1888, reconstrucció 1965 | pedra calcària | Portal de la Pau, monument a Colom 41° 22′ 33″ N, 2° 10′ 40″ E / 41.37582°N,2.17781°E                                                                  | 08019/1103-5   | Lluís de Santàngel (Giovanni Passani) · Vegeu més fotos d'aquesta obra · Carregueu una nova foto d'aquesta obra                                   |
| Fra Bernat de Boïl | Dedicat a Bernat Boïl                                                                                                | Escultor: Manel Fuxà, restauració: Josep Miret Arquitecte: Gaietà Buigas 1888, reconstrucció 1965 | pedra calcària | Portal de la Pau, monument a Colom 41° 22′ 33″ N, 2° 10′ 40″ E / 41.37582°N,2.17781°E                                                                  | 08019/1103-6   | Fra Bernat de Boïl (Manel Fuxà) · Vegeu més fotos d'aquesta obra · Carregueu una nova foto d'aquesta obra                                         |
| Jaume Ferrer de Blanes | Dedicat a Jaume Ferrer de Blanes                                                                                     | Escultor: Francesc Pagès, restauració: Josep Miret Arquitecte: Gaietà Buigas 1888, reconstrucció 1965 | pedra calcària | Portal de la Pau, monument a Colom 41° 22′ 33″ N, 2° 10′ 40″ E / 41.37582°N,2.17781°E                                                                  | 08019/1103-7   | Jaume Ferrer de Blanes (Francesc Pagès) · Vegeu més fotos d'aquesta obra · Carregueu una nova foto d'aquesta obra                                 |
| Capità Margarit | Dedicat a Pere Margarit                                                                                              | Escultor: Eduard B. Alentorn, restauració: Josep Miret Arquitecte: Gaietà Buigas 1888, reconstrucció 1965 | pedra calcària | Portal de la Pau, monument a Colom 41° 22′ 33″ N, 2° 10′ 40″ E / 41.37582°N,2.17781°E                                                                  | 08019/1103-8   | Capità Margarit (Eduard B. Alentorn) · Vegeu més fotos d'aquesta obra · Carregueu una nova foto d'aquesta obra                                    |
| 8 Lleons | | Escultor: Agapit Vallmitjana i Abarca (esbós), Josep Carcassó (model) Arquitecte: Gaietà Buigas 1888 | ferro colat pintat negre | Portal de la Pau, monument a Colom 41° 22′ 33″ N, 2° 10′ 40″ E / 41.37582°N,2.17781°E                                                                  | 08019/1103-9   | 8 Lleons (Josep Carcassó) · Vegeu més fotos d'aquesta obra · Carregueu una nova foto d'aquesta obra                                               |
| Cristòfor Colom | | Escultor: Rafael Atché Arquitecte: Gaietà Buigas 1888 | bronze (originalment daurat) | Portal de la Pau, monument a Colom 41° 22′ 33″ N, 2° 10′ 40″ E / 41.37582°N,2.17781°E                                                                  | 08019/1103-10  | Cristòfor Colom (Rafael Atché) · Vegeu més fotos d'aquesta obra · Carregueu una nova foto d'aquesta obra                                          |
| Caravel·les i figures alades | | Escultors: Francesc Font (esbós) Rossend Nobas (model) Arquitecte: Gaietà Buigas 1888 | bronze | Portal de la Pau, monument a Colom 41° 22′ 33″ N, 2° 10′ 40″ E / 41.37582°N,2.17781°E                                                                  | 08019/1103-13  | Caravel·les i figures alades (Rossend Nobas) · Vegeu més fotos d'aquesta obra · Carregueu una nova foto d'aquesta obra                            |
| Cristòfor Colom acompanyat del seu fill demanant pa i aigua a la porta de Santa Maria de La Ràbida                                                                                   | | Escultor: Josep Tenas, signat Arquitecte: Gaietà Buigas 1888, reconstruït 1929 | bronze (inicialment metall bronzejat)                                                                                                | Portal de la Pau, monument a Colom 41° 22′ 33″ N, 2° 10′ 40″ E / 41.37582°N,2.17781°E                                                                  | 08019/1103-15  | Cristòfor Colom acompanyat del seu fill (Josep Tenas) · Vegeu més fotos d'aquesta obra · Carregueu una nova foto d'aquesta obra                   |
| Colom davant Fra Juan Pérez de Marchena i demés pares del convent de Santa Maria explicant el seu projecte                                                                           | | Escultor: desconegut Arquitecte: Gaietà Buigas 1888, reconstruït 1929 | bronze (inicialment metall bronzejat)                                                                                                | Portal de la Pau, monument a Colom 41° 22′ 33″ N, 2° 10′ 40″ E / 41.37582°N,2.17781°E                                                                  | 08019/1103-16  | Colom davant Fra Juan Pérez de Marchena (anònim) · Vegeu més fotos d'aquesta obra · Carregueu una nova foto d'aquesta obra                        |
| Presentació de l'il·lustre genovès a la Cort dels Reis Catòlics a Còrdova dos anys després de la seva entrada a Espanya                                                              | | Escultor: Manel Fuxà Arquitecte: Gaietà Buigas 1888, reconstruït 1929 | bronze (inicialment metall bronzejat)                                                                                                | Portal de la Pau, monument a Colom 41° 22′ 33″ N, 2° 10′ 40″ E / 41.37582°N,2.17781°E                                                                  | 08019/1103-17  | Presentació de l'il·lustre genovès (Manel Fuxà) · Vegeu més fotos d'aquesta obra · Carregueu una nova foto d'aquesta obra                         |
| Colom davant el Consell reunit al convent de Sant Esteve de Salamanca | | Escultor: Pere Carbonell, signat Arquitecte: Gaietà Buigas 1888, reconstruït 1929 | bronze (inicialment metall bronzejat)                                                                                                | Portal de la Pau, monument a Colom 41° 22′ 33″ N, 2° 10′ 40″ E / 41.37582°N,2.17781°E                                                                  | 08019/1103-18  | Colom davant el Consell (Pere Carbonell) · Vegeu més fotos d'aquesta obra · Carregueu una nova foto d'aquesta obra                                |
| Entrevista de Colom amb els Reis Catòlics a Santa Fe on aquells li ofereixen protecció per realitzar la seva empresa                                                                 | | Escultor: desconegut Arquitecte: Gaietà Buigas 1888, reconstruït 1929 | bronze (inicialment metall bronzejat)                                                                                                | Portal de la Pau, monument a Colom 41° 22′ 33″ N, 2° 10′ 40″ E / 41.37582°N,2.17781°E                                                                  | 08019/1103-19  | Entrevista de Colom amb els Reis Catòlics (anònim) · Vegeu més fotos d'aquesta obra · Carregueu una nova foto d'aquesta obra                      |
| Embarcament del gran marí al port de Palos el 3 d'agost de 1492 | | Escultor: Manel Fuxà, signat Arquitecte: Gaietà Buigas 1888, reconstruït 1929 | bronze (inicialment metall bronzejat)                                                                                                | Portal de la Pau, monument a Colom 41° 22′ 33″ N, 2° 10′ 40″ E / 41.37582°N,2.17781°E                                                                  | 08019/1103-20  | Embarcament del gran marí (Manel Fuxà) · Vegeu més fotos d'aquesta obra · Carregueu una nova foto d'aquesta obra                                  |
| Descobriment del Nou Món | | Escultor: desconegut Arquitecte: Gaietà Buigas 1888, reconstruït 1929 | bronze (inicialment metall bronzejat)                                                                                                | Portal de la Pau, monument a Colom 41° 22′ 33″ N, 2° 10′ 40″ E / 41.37582°N,2.17781°E                                                                  | 08019/1103-21  | Descobriment del Nou Món (anònim) · Vegeu més fotos d'aquesta obra · Carregueu una nova foto d'aquesta obra                                       |
| Colom a la Ciutat Comtal i de retorn de la seva esbalaïdora expedició deposa generosament als peus dels nostres catòlics monarques les primícies d'un sòl verge conquerit sense sang | | Escultor: Pere Carbonell, signat Arquitecte: Gaietà Buigas 1888, reconstruït 1929 | bronze (inicialment metall bronzejat)                                                                                                | Portal de la Pau, monument a Colom 41° 22′ 33″ N, 2° 10′ 40″ E / 41.37582°N,2.17781°E                                                                  | 08019/1103-22  | Colom a la Ciutat Comtal (Pere Carbonell) · Vegeu més fotos d'aquesta obra · Carregueu una nova foto d'aquesta obra                               |
| Martín Alonso Pinzón | | Escultor: Rossend Nobas Arquitecte: Gaietà Buigas 1888, reconstruït 1929 | bronze | Portal de la Pau, monument a Colom 41° 22′ 33″ N, 2° 10′ 40″ E / 41.37582°N,2.17781°E                                                                  | 08019/1103-23  | Martín Alonso Pinzón (Rossend Nobas) · Vegeu més fotos d'aquesta obra · Carregueu una nova foto d'aquesta obra                                    |
| Vicente Pinzón | | Escultor: Josep Llimona Arquitecte: Gaietà Buigas 1888, reconstruït 1929 | bronze | Portal de la Pau, monument a Colom 41° 22′ 33″ N, 2° 10′ 40″ E / 41.37582°N,2.17781°E                                                                  | 08019/1103-24  | Vicente Pinzón (Josep Llimona) · Vegeu més fotos d'aquesta obra · Carregueu una nova foto d'aquesta obra                                          |
| Ferran V de Castella i II d'Aragó | | Escultor: Francesc Pagès Arquitecte: Gaietà Buigas 1888, reconstruït 1929 | bronze | Portal de la Pau, monument a Colom 41° 22′ 33″ N, 2° 10′ 40″ E / 41.37582°N,2.17781°E                                                                  | 08019/1103-25  | Ferran V de Castella i II d'Aragó (Francesc Pagès) · Vegeu més fotos d'aquesta obra · Carregueu una nova foto d'aquesta obra                      |
| Isabel I de Castella | | Escultor: Antoni Vilanova Arquitecte: Gaietà Buigas 1888, reconstruït 1929 | bronze | Portal de la Pau, monument a Colom 41° 22′ 33″ N, 2° 10′ 40″ E / 41.37582°N,2.17781°E                                                                  | 08019/1103-26  | Isabel I de Castella (Antoni Vilanova) · Vegeu més fotos d'aquesta obra · Carregueu una nova foto d'aquesta obra                                  |
| Fra Juan Pérez | | Escultor: Eduard B. Alentorn Arquitecte: Gaietà Buigas 1888, reconstruït 1929 | bronze | Portal de la Pau, monument a Colom 41° 22′ 33″ N, 2° 10′ 40″ E / 41.37582°N,2.17781°E                                                                  | 08019/1103-27  | Fra Juan Pérez (Eduard B. Alentorn) · Vegeu més fotos d'aquesta obra · Carregueu una nova foto d'aquesta obra                                     |
| Fra Antonio de Marchena | | Escultor: Pere Carbonell Arquitecte: Gaietà Buigas 1888, reconstruït 1929 | bronze | Portal de la Pau, monument a Colom 41° 22′ 33″ N, 2° 10′ 40″ E / 41.37582°N,2.17781°E                                                                  | 08019/1103-28  | Fra Antonio de Marchena (Pere Carbonell) · Vegeu més fotos d'aquesta obra · Carregueu una nova foto d'aquesta obra                                |
| Marquès de Moya, Andrés de Cabrera | | Escultor: Manel Fuxà Arquitecte: Gaietà Buigas 1888, reconstruït 1929 | bronze | Portal de la Pau, monument a Colom 41° 22′ 33″ N, 2° 10′ 40″ E / 41.37582°N,2.17781°E                                                                  | 08019/1103-29  | Marquès de Moya (Manel Fuxà) · Vegeu més fotos d'aquesta obra · Carregueu una nova foto d'aquesta obra                                            |
| Marquesa de Moya, Beatriz de Bovadilla | | Escultor: Josep Carcassó Arquitecte: Gaietà Buigas 1888, reconstruït 1929 | bronze | Portal de la Pau, monument a Colom 41° 22′ 33″ N, 2° 10′ 40″ E / 41.37582°N,2.17781°E                                                                  | 08019/1103-30  | Marquesa de Moya (Josep Carcassó) · Vegeu més fotos d'aquesta obra · Carregueu una nova foto d'aquesta obra                                       |
| Escut de Colom | | Escultor: Lluís Ferreri Arquitecte: Gaietà Buigas 1888 | ferro daurat | Portal de la Pau, monument a Colom 41° 22′ 33″ N, 2° 10′ 40″ E / 41.37582°N,2.17781°E                                                                  | 08019/1103-32  | Escut de Colom (Lluís Ferreri) · Vegeu més fotos d'aquesta obra · Carregueu una nova foto d'aquesta obra                                          |
| Escut de Huelva | | Escultor: Lluís Ferreri Arquitecte: Gaietà Buigas 1888 | pedra calcària | Portal de la Pau, monument a Colom 41° 22′ 33″ N, 2° 10′ 40″ E / 41.37582°N,2.17781°E                                                                  | 08019/1103-33  | Escut de Huelva (Lluís Ferreri) · Vegeu més fotos d'aquesta obra · Carregueu una nova foto d'aquesta obra                                         |
| Escut de Còrdova | | Escultor: Lluís Ferreri Arquitecte: Gaietà Buigas 1888 | pedra calcària | Portal de la Pau, monument a Colom 41° 22′ 33″ N, 2° 10′ 40″ E / 41.37582°N,2.17781°E                                                                  | 08019/1103-34  | Escut de Còrdova (Lluís Ferreri) · Vegeu més fotos d'aquesta obra · Carregueu una nova foto d'aquesta obra                                        |
| Escut de Salamanca | | Escultor: Lluís Ferreri Arquitecte: Gaietà Buigas 1888 | pedra calcària | Portal de la Pau, monument a Colom 41° 22′ 33″ N, 2° 10′ 40″ E / 41.37582°N,2.17781°E                                                                  | 08019/1103-35  | Escut de Salamanca (Lluís Ferreri) · Vegeu més fotos d'aquesta obra · Carregueu una nova foto d'aquesta obra                                      |
| Escut de Santa Fe | | Escultor: Lluís Ferreri Arquitecte: Gaietà Buigas 1888 | pedra calcària | Portal de la Pau, monument a Colom 41° 22′ 33″ N, 2° 10′ 40″ E / 41.37582°N,2.17781°E                                                                  | 08019/1103-36  | Escut de Santa Fe (Lluís Ferreri) · Vegeu més fotos d'aquesta obra · Carregueu una nova foto d'aquesta obra                                       |
| Escut de Palos de Moguer | | Escultor: Lluís Ferreri Arquitecte: Gaietà Buigas 1888 | pedra calcària | Portal de la Pau, monument a Colom 41° 22′ 33″ N, 2° 10′ 40″ E / 41.37582°N,2.17781°E                                                                  | 08019/1103-37  | Escut de Palos de Moguer (Lluís Ferreri) · Vegeu més fotos d'aquesta obra · Carregueu una nova foto d'aquesta obra                                |
| Escut de Puerto Rico | | Escultor: Lluís Ferreri Arquitecte: Gaietà Buigas 1888 | pedra calcària | Portal de la Pau, monument a Colom 41° 22′ 33″ N, 2° 10′ 40″ E / 41.37582°N,2.17781°E                                                                  | 08019/1103-38  | Escut de Puerto Rico (Lluís Ferreri) · Vegeu més fotos d'aquesta obra · Carregueu una nova foto d'aquesta obra                                    |
| Escut de Cuba | | Escultor: Lluís Ferreri Arquitecte: Gaietà Buigas 1888 | pedra calcària | Portal de la Pau, monument a Colom 41° 22′ 33″ N, 2° 10′ 40″ E / 41.37582°N,2.17781°E                                                                  | 08019/1103-39  | Escut de Cuba (Lluís Ferreri) · Vegeu més fotos d'aquesta obra · Carregueu una nova foto d'aquesta obra                                           |
| Escut de Barcelona | | Escultor: Lluís Ferreri Arquitecte: Gaietà Buigas 1888 | pedra calcària | Portal de la Pau, monument a Colom 41° 22′ 33″ N, 2° 10′ 40″ E / 41.37582°N,2.17781°E                                                                  | 08019/1103-40  | Escut de Barcelona (Lluís Ferreri) · Vegeu més fotos d'aquesta obra · Carregueu una nova foto d'aquesta obra                                      |
| Al·legories dels Quatre Continents | | Disseny: Leoncio Serra Arquitecte: Gaietà Buigas 1888 | bronze | Portal de la Pau, monument a Colom 41° 22′ 33″ N, 2° 10′ 40″ E / 41.37582°N,2.17781°E                                                                  | 08019/1103-41  | Al·legories dels Quatre Continents (Leoncio Serra) · Vegeu més fotos d'aquesta obra · Carregueu una nova foto d'aquesta obra                      |
| Patí de vela (desaparegut) | | Escultor: Joaquim Ros i Sabaté, signada 1972 | planxa d'acer sobre base de pedra | Pg. de l'Escullera 41° 21′ 51″ N, 2° 11′ 00″ E / 41.36403°N,2.1832°E                                                                                   | 08019/1106-1   | Carregueu una nova foto d'aquesta obra |
| Lepant | | Escultor: Joaquim Ros i Sabaté, signada 1971 | bronze amb element de planxa d'acer sobre base de pedra                                                                              | Pg. de Colom, Drassanes 41° 22′ 30″ N, 2° 10′ 37″ E / 41.37509°N,2.17696°E                                                                             | 08019/1107-1   | Lepant (Joaquim Ros i Sabaté) · Vegeu més fotos d'aquesta obra · Carregueu una nova foto d'aquesta obra                                           |
| Sant Rafael | | Escultor: Pere Sanglada (atrib.) 1400 | pedra de Montjuïc amb ales de bronze                                                                                                 | C. Ciutat, 2 41° 22′ 57″ N, 2° 10′ 39″ E / 41.38258°N,2.17739°E                                                                                        | 08019/1108-1   | Sant Rafael (Pere Sanglada) · Vegeu més fotos d'aquesta obra · Carregueu una nova foto d'aquesta obra                                             |
| Els tres gitanets | | Escultor: Joan Rebull, signada original de 1946, obra de 1976, col·locada en aquest l'emplaçament 1982. En restauració des del 29 de setembre de 2011 | bronze sobre base de pedra calcària de Sant Vicenç polida                                                                            | Pl. Sant Jaume, vestíbul de la Casa de la Ciutat 41° 22′ 57″ N, 2° 10′ 38″ E / 41.38248°N,2.1773°E                                                     | 08019/1114-1   | Els tres gitanets (Joan Rebull) · Es creu que no es poden fer fotos lliures d'aquesta obra                                                        |
| Sant Jordi, Sant Miquel, El Doncel, El Gitano, El Jove heroi | | Escultor: Josep Llimona, signada Arquitecte: Adolf Florensa obra de 1916, col·locada en aquest emplaçament 1929 | bronze sobre base de pedra calcària polida de Sant Vicenç                                                                            | Pl. Sant Jaume, vestíbul de la Casa de la Ciutat 41° 22′ 57″ N, 2° 10′ 38″ E / 41.38248°N,2.1773°E                                                     | 08019/1115-1   | Sant Jordi (Josep Llimona) · Es creu que no es poden fer fotos lliures d'aquesta obra                                                             |
| Rafael Casanova, còpia reduïda | | Escultor: Rossend Nobas 1888, còpia reduïda probablement de 1977 | bronze sobre base de pedra calcària polida de Sant Vicenç                                                                            | Pl. Sant Jaume, vestíbul de la Casa de la Ciutat 41° 22′ 57″ N, 2° 10′ 38″ E / 41.38248°N,2.1773°E                                                     | 08019/1116-1   | Rafael Casanova (segons Rossend Nobas) · Vegeu més fotos d'aquesta obra · Carregueu una nova foto d'aquesta obra                                  |
| Àngel, La Victòria, també coneguda com La Cruzada (desaparegut) | Situada en el vestíbul de l'ajuntament commemorant la victòria franquista, va ser traslladada al museu               | Escultor: Vicenç Navarro Arquitecte: Adolf Florensa 1961, retirada 2003 | alabastre | Museu d'Història de Barcelona 41° 22′ 57″ N, 2° 10′ 38″ E / 41.38248°N,2.1773°E                                                                        | 08019/1117-1   | Es creu que no es poden fer fotos lliures d'aquesta obra                                                                                          |
| La deessa | | Escultor: Josep Clarà, signada Instal·lació: Pere Casajoana model de 1910, obra de 1929, en aquest emplaçament des de 1982 | marbre blanc sobre pedestal de pedra                                                                                                 | Pl. Sant Jaume, vestíbul de la Casa de la Ciutat 41° 22′ 57″ N, 2° 10′ 38″ E / 41.38248°N,2.1773°E                                                     | 08019/1118-1   | La Deessa (Josep Clarà) · Es creu que no es poden fer fotos lliures d'aquesta obra                                                                |
| Femme, Dona | | Escultor: Joan Miró obra de 1981, en aquest emplaçament des de 1983 | bronze sobre base de pedra calcària de Sant Vicenç polida                                                                            | Pl. Sant Jaume, vestíbul de la Casa de la Ciutat 41° 22′ 57″ N, 2° 10′ 38″ E / 41.38248°N,2.1773°E                                                     | 08019/1119-1   | Femme (Joan Miró) · Es creu que no es poden fer fotos lliures d'aquesta obra                                                                      |
| Nu ajagut, l'Esperit mediterrani, Plenitud, Primavera | | Escultor: Frederic Marès, signada obra de 1936, en aquest emplaçament des de 1982 | bronze sobre base de pedra calcària de Sant Vicenç polida                                                                            | Pl. Sant Jaume, vestíbul de la Casa de la Ciutat 41° 22′ 57″ N, 2° 10′ 38″ E / 41.38248°N,2.1773°E                                                     | 08019/1120-1   | Nu ajagut, l'Esperit mediterrani (Frederic Marès) · Es creu que no es poden fer fotos lliures d'aquesta obra                                      |
| La Puixança | | Escultor: Josep Clarà, signada model 1935, obra c. 1940, en aquest emplaçament des de 1982, substituïda per una altra versió el 1997 | bronze sobre base de pedra calcària de Sant Vicenç polida                                                                            | Pl. Sant Jaume, vestíbul de la Casa de la Ciutat 41° 22′ 57″ N, 2° 10′ 38″ E / 41.38248°N,2.1773°E                                                     | 08019/1121-1   | La Puixança (Josep Clarà) · Es creu que no es poden fer fotos lliures d'aquesta obra                                                              |
| Matèria i forma | | Escultor: Josep Maria Subirachs obra de 1980, en aquest emplaçament des de 1984 | travertí sobre base de pedra calcària de Sant Vicenç polida                                                                          | Pl. Sant Jaume, vestíbul de la Casa de la Ciutat 41° 22′ 57″ N, 2° 10′ 38″ E / 41.38248°N,2.1773°E                                                     | 08019/1122-1   | Matèria i forma (Josep Maria Subirachs) · Es creu que no es poden fer fotos lliures d'aquesta obra                                                |
| Topos V | | Escultor: Eduardo Chillida 1986 | ferro colat | Pl. del Rei 41° 23′ 03″ N, 2° 10′ 39″ E / 41.38407°N,2.17758°E                                                                                         | 08019/1126-1   | Topos V (Eduardo Chillida) · Vegeu més fotos d'aquesta obra · Carregueu una nova foto d'aquesta obra                                              |
| Santa Eulàlia | | Autor desconegut 1550 | pedra de Montjuïc | C. Ciutat, 2 41° 22′ 57″ N, 2° 10′ 39″ E / 41.38249°N,2.17759°E                                                                                        | 08019/1127-1   | Santa Eulàlia (anònim) · Vegeu més fotos d'aquesta obra · Carregueu una nova foto d'aquesta obra                                                  |
| Sant Sever | | Escultor: Joan Flotats original del 1550, còpia c. 1888 | pedra de Montjuïc amb element metàl·lic                                                                                              | C. Ciutat, 2 41° 22′ 58″ N, 2° 10′ 39″ E / 41.38265°N,2.17742°E                                                                                        | 08019/1128-1   | Sant Sever (Joan Flotats) · Vegeu més fotos d'aquesta obra · Carregueu una nova foto d'aquesta obra                                               |
| A Margarida Xirgu | | Escultor: Eudald Serra 1988 | bronze sobre marbre verd | Pl. Canonge Colom 41° 22′ 51″ N, 2° 10′ 14″ E / 41.380705°N,2.17066°E                                                                                  | 08019/1129-1   | A Margarida Xirgu (Eudald Serra) · Vegeu més fotos d'aquesta obra · Carregueu una nova foto d'aquesta obra                                        |
| Als castellers | | Escultor: Antoni Llena 2011, instal·lació 2012 | acer | Pl. de Sant Miquel 41° 22′ 56″ N, 2° 10′ 37″ E / 41.38212°N,2.17705°E                                                                                  | 08019/1130-1   | Als castellers (Antoni Llena) · Vegeu més fotos d'aquesta obra · Carregueu una nova foto d'aquesta obra                                           |
| Urano | | Escultor: Pau Gargallo obra de 1933, en l'actual emplaçament des de 1990 | bronze sobre base de pedra calcària de Sant Vicenç polida                                                                            | Pl. Sant Jaume, vestíbul de la Casa de la Ciutat 41° 22′ 57″ N, 2° 10′ 38″ E / 41.38248°N,2.1773°E                                                     | 08019/1133-1   | Urano (Pau Gargallo) · Es creu que no es poden fer fotos lliures d'aquesta obra                                                                   |
| Monument, conegut popularment com L'oliva o El tripi | | Escultor: Leandre Cristòfol model de 1935, en aquest emplaçament des de 1991 | formigó armat blanc, tub d'acer inoxidable i fusta                                                                                   | Pl. George Orwell 41° 22′ 50″ N, 2° 10′ 38″ E / 41.38049°N,2.1773°E                                                                                    | 08019/1137-1   | Monument (Leandre Cristòfol) · Vegeu més fotos d'aquesta obra · Carregueu una nova foto d'aquesta obra                                            |
| Paviment Miró | | Disseny: Joan Miró, signada 1976 | paviment de llosetes de terratzo realitzades amb mescla de ciment blanc tenyit amb vidres de color triturats                         | La Rambla. Pla de la Boqueria 41° 22′ 52″ N, 2° 10′ 24″ E / 41.38122°N,2.17329°E                                                                       | 08019/1138-1   | Paviment Miró · Vegeu més fotos d'aquesta obra · Carregueu una nova foto d'aquesta obra                                                           |
| Cap de Barcelona, Barcelona Head | | Escultor: Roy Lichtenstein, signada projecte de 1985, en aquest emplaçament des de 1992 | 8 peces de formigó prefabricat armat amb fibres d'acer inoxidable, postensades i revestides de ceràmica sobre base de formigó tenyit | Moll de la Fusta 41° 22′ 51″ N, 2° 10′ 57″ E / 41.38093°N,2.18251°E                                                                                    | 08019/1140-1   | Cap de Barcelona (Roy Lichtenstein) · Vegeu més fotos d'aquesta obra · Carregueu una nova foto d'aquesta obra                                     |
| A Joan Salvat Papasseit | | Escultor: Robert Krier, signada Pedestal: Léon Krier 1992 | bronze sobre pedestal de basalt | Moll de Bosch i Alsina 41° 22′ 35″ N, 2° 10′ 46″ E / 41.37636°N,2.17958°E                                                                              | 08019/1141-1   | A Joan Salvat Papasseit (Robert Krier) · Vegeu més fotos d'aquesta obra · Carregueu una nova foto d'aquesta obra                                  |
| A Ròmul Bosch i Alsina | | Escultor: Robert Krier, signada Pedestal: Léon Krier 1992 | bronze sobre pedestal de basalt | Moll de Bosch i Alsina 41° 22′ 33″ N, 2° 10′ 44″ E / 41.37595°N,2.17876°E                                                                              | 08019/1142-1   | A Ròmul Bosch i Alsina (Robert Krier) · Vegeu més fotos d'aquesta obra · Carregueu una nova foto d'aquesta obra                                   |
| Barcino, Ideograma corpori | | Escultor: Joan Brossa 1994 | 7 lletres independents de bronze patinat medalla i una, la N, de fosa d'alumini                                                      | Pl. Nova 41° 23′ 03″ N, 2° 10′ 31″ E / 41.38424°N,2.17539°E                                                                                            | 08019/1154-1   | Barcino (Joan Brossa) · Vegeu més fotos d'aquesta obra · Carregueu una nova foto d'aquesta obra                                                   |
| Tors de dona | | Escultor: Enric Casanovas obra de 1929, en l'actual emplaçament des de 1995 | pedra calcària | Pl. Sant Jaume, vestíbul de la Casa de la Ciutat 41° 22′ 57″ N, 2° 10′ 38″ E / 41.38248°N,2.1773°E                                                     | 08019/1159-1   | Tors de dona (Enric Casanovas) · Es creu que no es poden fer fotos lliures d'aquesta obra                                                         |
| Maternitat | | Escultor: Joan Rebull, signada obra de 1960, en l'actual emplaçament des de 1995 | pedra calcària sobre pedestal de pedra calcària de Sant Vicenç polida                                                                | Pl. Sant Jaume, vestíbul de la Casa de la Ciutat 41° 22′ 57″ N, 2° 10′ 38″ E / 41.38248°N,2.1773°E                                                     | 08019/1161-1   | Es creu que no es poden fer fotos lliures d'aquesta obra                                                                                          |
| Barcelona Olímpica | | Escultor: Joan Mora, signada 1996 | pedra calcària de Calatorao sobre pedestal de pedra calcària de Sant Vicenç polida                                                   | Pl. Sant Jaume, vestíbul de la Casa de la Ciutat 41° 22′ 57″ N, 2° 10′ 38″ E / 41.38248°N,2.1773°E                                                     | 08019/1164-1   | Barcelona Olímpica (Joan Mora) · Es creu que no es poden fer fotos lliures d'aquesta obra                                                         |
| Nu femení agafant-se els cabells | | Escultor: Frederic Marès obra realitzada entre 1930 i 1936, col·locada en aquest emplaçament 1996 | bronze sobre base d'acer inoxidable                                                                                                  | Pl. Frederic Marès 41° 23′ 02″ N, 2° 10′ 30″ E / 41.38382°N,2.17499°E                                                                                  | 08019/1166-1   | Nu femení agafant-se els cabells (Frederic Marès) · Vegeu més fotos d'aquesta obra · Carregueu una nova foto d'aquesta obra                       |
| Homenatge a la Mútua Escolar Blanquerna (1924-1939) | | Escultora: Núria Tortras, signada 1998 | bronze sobre base aplacat de pedra calcària polida                                                                                   | Pl. Blanquerna 41° 22′ 32″ N, 2° 10′ 28″ E / 41.37559°N,2.17437°E                                                                                      | 08019/1169-1   | Homenatge a la Mútua Escolar Blanquerna 1924-1939 (Núria Tortras) · Vegeu més fotos d'aquesta obra · Carregueu una nova foto d'aquesta obra       |
| Preferiria no fer-ho | | Escultor: Antoni Llena 2002 | | Pl. de Sant Jaume, Ajuntament 41° 22′ 56″ N, 2° 10′ 41″ E / 41.382198°N,2.178004°E                                                                     | 08019/1173-1   | Preferiria no fer-ho (Antoni Llena) · Es creu que no es poden fer fotos lliures d'aquesta obra                                                    |
| Esgrafiats de Picasso, Els gegants, La Senyera i Els nens | | Disseny: Pablo Picasso Execució: Carl Nesjar 1962 | formigó blanc, amb àrid negre a la massa, desbastat amb raig de sorra a pressió                                                      | Pl. Nova, 5 41° 23′ 04″ N, 2° 10′ 30″ E / 41.38449°N,2.17505°E                                                                                         | 08019/1175-1   | Esgrafiats de Picasso · Vegeu més fotos d'aquesta obra · Carregueu una nova foto d'aquesta obra                                                   |
| A la memòria dels membres de la Marina dels EUA, morts el 17 de gener de 1977 | | Escultor: Gabriel Alabert 1978, en aquest emplaçament des de 1998 | ferro forjat sobre base de marbre blanc amb medalló de bronze                                                                        | Portal de la Pau 41° 22′ 31″ N, 2° 10′ 41″ E / 41.37523°N,2.17808°E                                                                                    | 08019/1176-1   | A la memòria dels membres de la Marina dels EUA (Gabriel Alabert) · Vegeu més fotos d'aquesta obra · Carregueu una nova foto d'aquesta obra       |
| Àngel | | Disseny de l'obra original: Rafael Plansó Escultura: Felip Ros 1618, restaurat 1747, còpia en la fornícula 1966, original avui al Museu d'Història de la Ciutat | bronze | Pl. de l'Àngel 41° 23′ 03″ N, 2° 10′ 42″ E / 41.38404°N,2.17835°E                                                                                      | 08019/1177-1   | Àngel (Felip Ros) · Vegeu més fotos d'aquesta obra · Carregueu una nova foto d'aquesta obra                                                       |
| Mural de la Fotografia | | Idea: Albert Ripoll; Pintors: Eduard Arranz Bravo, Rafael Bartolozzi, signada 1978, restaurat 1997 | pintura en façana | C. Aurora, 11 bis 41° 22′ 43″ N, 2° 10′ 05″ E / 41.378654°N,2.168072°E                                                                                 | 08019/1178-1   | Mural de la Fotografia · Vegeu més fotos d'aquesta obra · Carregueu una nova foto d'aquesta obra                                                  |
| La Indústria | | Escultor: Joan Roig i Solé, signada c. 1888 | pedra | C. d'Avinyó, 23. Façana del Casino Mercantil o Borsí, antiga seu de La Llotja. Plaça de la Verònica 41° 22′ 51″ N, 2° 10′ 39″ E / 41.38093°N,2.17749°E | 08019/1179-1   | La Indústria (Joan Roig i Solé) · Vegeu més fotos d'aquesta obra · Carregueu una nova foto d'aquesta obra                                         |
| El Comerç | | Escultor: Rossend Nobas, signada c. 1888 | pedra | C. d'Avinyó, 23. Façana del Casino Mercantil o Borsí, antiga seu de La Llotja. Plaça de la Verònica 41° 22′ 51″ N, 2° 10′ 39″ E / 41.38097°N,2.17751°E | 08019/1179-2   | El Comerç (Rossend Nobas) · Vegeu més fotos d'aquesta obra · Carregueu una nova foto d'aquesta obra                                               |
| Àngel | | Escultor: Àngel Ferrant Arquitecte: Juan de Zavala 1955 | pedra calcària | Portal de l'Àngel 41° 23′ 11″ N, 2° 10′ 19″ E / 41.38632°N,2.1719°E                                                                                    | 08019/1180-1   | Àngel (Àngel Ferrant) · Vegeu més fotos d'aquesta obra · Carregueu una nova foto d'aquesta obra                                                   |
| Sant Jordi | | Escultor: Pere Joan 1418 | pedra de Montjuïc | C. del Bisbe 41° 22′ 59″ N, 2° 10′ 36″ E / 41.3831°N,2.17669°E                                                                                         | 08019/1181-1   | Sant Jordi (Pere Joan) · Vegeu més fotos d'aquesta obra · Carregueu una nova foto d'aquesta obra                                                  |
| Sant Jordi | | Escultor: Andreu Aleu, signada model de 1856, obra finalitzada 1871, col·locada 1872 | marbre blanc en fornícula | Pl. Sant Jaume, façana Palau de la Generalitat 41° 22′ 58″ N, 2° 10′ 37″ E / 41.38285°N,2.17683°E                                                      | 08019/1182-1   | Sant Jordi (Andreu Aleu) · Vegeu més fotos d'aquesta obra · Carregueu una nova foto d'aquesta obra                                                |
| Mare de Déu de la Mercè | | Escultor: Miquel Oslé, la imatge original de Maximí Sala 1959, substitueix la imatge de 1888 que va ser destruïda durant la Guerra Civil | bronze | Pl. de la Mercè 41° 22′ 47″ N, 2° 10′ 47″ E / 41.37969°N,2.17974°E                                                                                     | 08019/1183-1   | Mare de Déu de la Mercè (Maximí Sala) · Vegeu més fotos d'aquesta obra · Carregueu una nova foto d'aquesta obra                                   |
| Santa Eulàlia (Eduard B. Alentorn) | | Escultor: Eduard B. Alentorn 1900, substitueix una anterior de 1451, renovada el 1875 | marbre i element metàl·lic | La Rambla. Pla de la Boqueria 41° 22′ 53″ N, 2° 10′ 25″ E / 41.3814°N,2.17357°E                                                                        | 08019/1185-1   | Santa Eulàlia (Eduard B. Alentorn) · Vegeu més fotos d'aquesta obra · Carregueu una nova foto d'aquesta obra                                      |
| Sant Roc i la Caritat | | Autor desconegut Escales: Joan Safont escales de 1575, escultures posteriors a 1638 | pedra de Montjuïc | Jardins de Rubió i Lluch, pati de l'antic Hospital de la Santa Creu 41° 22′ 51″ N, 2° 10′ 13″ E / 41.380963°N,2.170151°E                               | 08019/1186-1   | Sant Roc i la Caritat · Vegeu més fotos d'aquesta obra · Carregueu una nova foto d'aquesta obra                                                   |
| Portes del Museu Diocesà | | Escultor: Josep Plandiura, signada 1999 | ferro forjat | Pla de la Seu, 3 41° 23′ 05″ N, 2° 10′ 34″ E / 41.38465°N,2.17611°E                                                                                    | 08019/1187-1   | Portes del Museu Diocesà · Vegeu més fotos d'aquesta obra · Carregueu una nova foto d'aquesta obra                                                |
| A Capmany | | Escultor: Frederic Marès, signada 1947 | marbre blanc sobre pedestal de pedra de Montjuïc                                                                                     | Jardins Museu Marítim (jardins de les Drassanes) 41° 22′ 34″ N, 2° 10′ 33″ E / 41.37601°N,2.17584°E                                                    | 08019/1188-1   | A Capmany (Frederic Marès) · Vegeu més fotos d'aquesta obra · Carregueu una nova foto d'aquesta obra                                              |
| Musa III | | Escultor: Lluís Llongueras, signada 1993 | bronze sobre pedestal d'obra vista                                                                                                   | C. de Sant Simplici, pati Llimona 41° 22′ 55″ N, 2° 10′ 46″ E / 41.38186°N,2.17932°E                                                                   | 08019/1191-1   | Musa III · Vegeu més fotos d'aquesta obra · Carregueu una nova foto d'aquesta obra                                                                |
| Sant Jaume | | Escultor: Manel Fuxà Arquitecte: August Font 1903 | pedra | Pl. Sant Jaume - c. Ciutat 41° 22′ 58″ N, 2° 10′ 39″ E / 41.38273°N,2.17746°E                                                                          | 08019/1194-1   | Sant Jaume (Manel Fuxà) · Vegeu més fotos d'aquesta obra · Carregueu una nova foto d'aquesta obra                                                 |
| Gambrinus | | Escultor: Xavier Mariscal amb la col·laboració de Manuel Martín Arquitectes: Alfred Arribas, Manuel de Solà-Morales Rubió 1987 | resina poliester amb fibra de vidre pintada                                                                                          | Pg. de Colom 41° 22′ 50″ N, 2° 10′ 55″ E / 41.38043°N,2.18182°E                                                                                        | 08019/1197-1   | Gambrinus (Xavier Mariscal) · Vegeu més fotos d'aquesta obra · Carregueu una nova foto d'aquesta obra                                             |
| L'ona, La Ola | | Escultor: Jorge Oteiza, signada ampliació d'una obra de 1957, col·locada en aquest emplaçament 1998 | planxa d'alumini patinada | Pl. dels Àngels 41° 22′ 59″ N, 2° 10′ 02″ E / 41.38309°N,2.16719°E                                                                                     | 08019/1199-1   | L'ona (Jorge Oteiza) · Vegeu més fotos d'aquesta obra · Carregueu una nova foto d'aquesta obra                                                    |
| Barcelona 1998 | | Escultor: Eduardo Chillida, signada 1998 | terra xamotada en blanc i negre | Pl. dels Àngels 41° 22′ 57″ N, 2° 09′ 58″ E / 41.38259°N,2.1662°E                                                                                      | 08019/1200-1   | Barcelona 1998 (Eduardo Chillida) · Vegeu més fotos d'aquesta obra · Carregueu una nova foto d'aquesta obra                                       |
| Les Quatre Estacions | | Pintura: Albert Ràfols Casamada Arquitectes: Pere Casajoana, Rosa Maria Clotet 1982-1983 | acrílic sobre tela | Pl. Sant Jaume - c. Ciutat 41° 22′ 57″ N, 2° 10′ 38″ E / 41.38248°N,2.1773°E                                                                           | 08019/1201-1   | Les Quatre Estacions (Albert Ràfols Casamada) · Es creu que no es poden fer fotos lliures d'aquesta obra                                          |
| Els Màstils del Portal | | Disseny: Josep Alemany, Antonio Montes, Ignasi de Lecea 1992 | planxa d'acer inoxidable polit | Av. Portal de l'Àngel 41° 23′ 13″ N, 2° 10′ 18″ E / 41.38681°N,2.17163°E                                                                               | 08019/1202-1   | Els Màstils del Portal · Vegeu més fotos d'aquesta obra · Carregueu una nova foto d'aquesta obra                                                  |
| Mater Divinae Gratiae, Mare de la Gràcia Divina | | Escultor: Josep Maria Camps (original), reconstrucció Tomàs Bel obra original de c. 1927, substituïda 1959 | pedra calcària | C. del Bisbe, entrada Palau del Bisbe 41° 23′ 02″ N, 2° 10′ 32″ E / 41.38379°N,2.17548°E                                                               | 08019/1205-1   | Mater Divinae Gratiae (Josep Maria Camps) · Es creu que no es poden fer fotos lliures d'aquesta obra                                              |
| Sant Miquel Arcàngel, Patró del Gremi de Revenedors | | Escultor: Salvador Escala (original), de l'obra actual Jaume Martrús obra de 1685, destruïda durant la Guerra Civil, reconstruïda 1957 | pedra i element metàl·lic | Pl. del Pi 41° 22′ 57″ N, 2° 10′ 25″ E / 41.38254°N,2.17359°E                                                                                          | 08019/1207-1   | Sant Miquel Arcàngel (Salvador Escala) · Vegeu més fotos d'aquesta obra · Carregueu una nova foto d'aquesta obra                                  |
| Mare de Déu de la Mercè | | Escultor: Agustí Agraz, signada 1950, inscripció 1951 | alabastre | C. Petritxol, 5 41° 22′ 58″ N, 2° 10′ 23″ E / 41.38267°N,2.17313°E                                                                                     | 08019/1210-1   | Mare de Déu de la Mercè (Agustí Agraz) · Vegeu més fotos d'aquesta obra · Carregueu una nova foto d'aquesta obra                                  |
| Sant Domènec | | 1944 | ceràmica | C. Sant Domènec del Call, 15 41° 22′ 58″ N, 2° 10′ 32″ E / 41.38286°N,2.17552°E                                                                        | 08019/1270-1   | Sant Domènec · Vegeu més fotos d'aquesta obra · Carregueu una nova foto d'aquesta obra                                                            |
| Font de la Plaça del Rei (desaparegut) | | Arquitecte: Francesc Daniel Molina Escultor: Faust Baratta 1853, enderrocada 1935 | pedra | Pl. del Rei 41° 23′ 03″ N, 2° 10′ 39″ E / 41.38417°N,2.17746°E                                                                                         | 08019/1314-1   | Carregueu una nova foto d'aquesta obra |
| Ferran, el Catòlic (desaparegut) | Estàtua eqüestre de guix en espera de la definitiva de bronze, va acabar substituïda per la Font de les Tres Gràcies | Escultor: Josep Piquer Execució: Faust Baratta 1860, enderrocat 1868 | guix | Pl. Reial 41° 22′ 48″ N, 2° 10′ 31″ E / 41.38012°N,2.1753°E                                                                                            | 08019/1315-1   | Carregueu una nova foto d'aquesta obra |
| El 6 d'octubre (desaparegut) | En commemoració dels fets del sis d'octubre                                                                          | 1936, retirat 1939 | granit | Drassanes de Barcelona | 08019/1319-1   | Carregueu una nova foto d'aquesta obra |
| Pregària de l'arbre (desaparegut) | Monòlit retirat en una remodelació a principis del segle xxi                                                         | 1960 | pedra i ceràmica | Pl. Vicenç Martorell | 08019/1320-1   | Carregueu una nova foto d'aquesta obra |
| Sant Josep Oriol | | Escultor: R. Perera, signada 1942 | marbre | Pl. Sant Josep Oriol, 10 41° 23′ 04″ N, 2° 10′ 28″ E / 41.38457°N,2.17447°E                                                                            | 08019/1332-1   | Sant Josep Oriol (R. Perera) · Vegeu més fotos d'aquesta obra · Carregueu una nova foto d'aquesta obra                                            |
| Sant Antoni de Pàdua | LAVS / D.O.M. / AEDIFICATAE EXPENSIS / RAYMVNDI PLASSA / SVBTVTELA SANCTI / ANTONII DE PADVA / ANNO D. MDCCLXXXVIII  | 1788 | marbre | La Rambla, 123 41° 23′ 05″ N, 2° 10′ 13″ E / 41.38464°N,2.17041°E                                                                                      | 08019/1333-1   | Sant Antoni de Pàdua · Carregueu una nova foto d'aquesta obra                                                                                     |
| Escenes de la Rambla -accés costat Llobregat- (desaparegut) | | Escultor: Pau Macià 1968, 1969 | ceràmica | La Rambla, davant El Gran Teatre del Liceu | 08019/1430-1   | Carregueu una nova foto d'aquesta obra |
| Escenes de la Rambla -accés costat Besòs- (desaparegut) | | Escultor: Pau Macià 1968, 1969 | ceràmica | La Rambla, davant El Gran Teatre del Liceu 41° 22′ 51″ N, 2° 10′ 25″ E / 41.38097°N,2.17357°E                                                          | 08019/1430-2   | Carregueu una nova foto d'aquesta obra |
| A Mary Santpere | | Disseny: Luis Archilla i Terol 1993 | acer laminat, metall desplegat, acer inoxidable i buguenvíl·lea                                                                      | La Rambla, 101, al costat del Palau de la Virreina 41° 22′ 58″ N, 2° 10′ 18″ E / 41.38267°N,2.17169°E                                                  | 08019/1602-1   | A Mary Santpere (Luis Archilla i Terol) · Vegeu més fotos d'aquesta obra · Carregueu una nova foto d'aquesta obra                                 |
| Mitgera carrer Capellans | | Disseny: Esteve Terradas, Robert Terrades 1994 | pintura | C. Sagristans, 3 - c. Capellans 41° 23′ 06″ N, 2° 10′ 30″ E / 41.38508°N,2.17504°E                                                                     | 08019/1603-1   | Mitgera carrer Capellans · Vegeu més fotos d'aquesta obra · Carregueu una nova foto d'aquesta obra                                                |
| Façana Escola Vedruna | | Disseny: María Luisa Aguado, Alícia Calmell 1998 | arquitectura | Pl. dels Àngels 41° 23′ 00″ N, 2° 10′ 04″ E / 41.38326°N,2.16771°E                                                                                     | 08019/1608-1   | Façana Escola Vedruna · Vegeu més fotos d'aquesta obra · Carregueu una nova foto d'aquesta obra                                                   |
| Mural dels gats | | Disseny: Arnal Ballester, amb la col·laboració de Xavier Mas i Illo Tatxé 1998 | pintura | C. de Xuclà, 5 41° 22′ 59″ N, 2° 10′ 14″ E / 41.383059°N,2.170675°E                                                                                    | 08019/1609-1   | Mural dels gats · Carregueu una nova foto d'aquesta obra                                                                                          |
| A Apel·les Mestres | | Escultor: Frederic Marès, signada 1935 | bronze | C. Pietat - c. Bisbe 41° 23′ 01″ N, 2° 10′ 35″ E / 41.38348°N,2.17636°E                                                                                | 08019/1701-1   | A Apel·les Mestres (Frederic Marès) · Vegeu més fotos d'aquesta obra · Carregueu una nova foto d'aquesta obra                                     |
| L'Antifaç, Premi FAD - Sebastià Gasch a La Rambla 1991 | | Disseny: Joan Brossa, signada 1991 | granit amb incrustacions de bronze                                                                                                   | La Rambla, davant de l'església de Betlem 41° 22′ 58″ N, 2° 10′ 19″ E / 41.38289°N,2.17185°E                                                           | 08019/1708-1   | L'Antifaç (Joan Brossa) · Vegeu més fotos d'aquesta obra · Carregueu una nova foto d'aquesta obra                                                 |
| Font de Santa Anna | | Autor desconegut Ceràmica: Josep Aragay, signada font de 1356, 1375, reforma i ampliació 1819, ceràmiques de 1918, restaurada 2002 | pedra de Montjuïc amb enrajolats ceràmics                                                                                            | C. Cucurulla - av. Portal de l'Àngel, antiga pl. de Santa Anna 41° 23′ 05″ N, 2° 10′ 27″ E / 41.38459°N,2.17425°E                                      | 08019/1801-1   | Font de Santa Anna · Vegeu més fotos d'aquesta obra · Carregueu una nova foto d'aquesta obra                                                      |
| A Alexander Fleming | | Escultor: Josep Manuel Benedicto 1955, 1956, 1966 | marbre blanc i pedra de Montjuïc | Jardins del Doctor Fleming 41° 22′ 54″ N, 2° 10′ 11″ E / 41.381573°N,2.169633°E                                                                        | 08019/1803-1   | A Alexander Fleming (Josep Manuel Benedicto) · Vegeu més fotos d'aquesta obra · Carregueu una nova foto d'aquesta obra                            |
| Font de la Portaferrissa | | Autor anònim Ceràmiques: Joan Baptista Guivernau, signada Text: Pere Voltes font de 1604, en l'actual emplaçament 1680, ceràmiques de 1959 | pedra de Montjuïc amb enrajolats ceràmics                                                                                            | C. de la Portaferrissa 41° 22′ 59″ N, 2° 10′ 19″ E / 41.38306°N,2.17197°E                                                                              | 08019/1804-1   | Font de la Portaferrissa · Vegeu més fotos d'aquesta obra · Carregueu una nova foto d'aquesta obra                                                |
| Font del Pla de la Boqueria | | Autor desconegut 1830 | marbre sobre pedra de Montjuïc | Pla de la Boqueria 41° 22′ 52″ N, 2° 10′ 25″ E / 41.38123°N,2.17361°E                                                                                  | 08019/1805-1   | Font del Pla de la Boqueria · Vegeu més fotos d'aquesta obra · Carregueu una nova foto d'aquesta obra                                             |
| Font de les Tres Gràcies | | Figures centrals còpia d'un original de Germain Pilon (c. 1560) avui al Museu del Louvre. Projecte: Louis-Tullius-Joachim Visconti Realització i versió: Antoine Durenne Arquitecte: Francesc Daniel Molina model de 1867, adquirida i instal·lada 1876, desmuntada 1892. De 1907 a 1925 al Poblenou i reinstal·lada 1926. En curs de restauració | ferro colat pintat sobre base de pedra                                                                                               | Pl. Reial 41° 22′ 49″ N, 2° 10′ 31″ E / 41.38014°N,2.1753°E                                                                                            | 08019/1806-1   | Font de les Tres Gràcies · Vegeu més fotos d'aquesta obra · Carregueu una nova foto d'aquesta obra                                                |
| Maja madrilenya | | Escultor: Lluís Montané i Molfulleda, signada 1958 | marbre blanc sobre pedestal de pedra                                                                                                 | Pl. de la Vila de Madrid 41° 23′ 04″ N, 2° 10′ 19″ E / 41.38454°N,2.17199°E                                                                            | 08019/1807-1   | Maja madrilenya (Lluís Montané i Molfulleda) · Vegeu més fotos d'aquesta obra · Carregueu una nova foto d'aquesta obra                            |
| Font de Sant Just | | Autor desconegut obra de 1367, ampliada el 1831, restaurada diverses vegades | pedra de Montjuïc | Pl. Sant Just 41° 22′ 58″ N, 2° 10′ 43″ E / 41.3829°N,2.17854°E                                                                                        | 08019/1810-1   | Font de Sant Just · Vegeu més fotos d'aquesta obra · Carregueu una nova foto d'aquesta obra                                                       |
| Font de Canaletes | | Arquitecte: Pere Falquès 1892 | ferro colat | La Rambla - pl. Catalunya 41° 23′ 07″ N, 2° 10′ 13″ E / 41.38518°N,2.17021°E                                                                           | 08019/1811-1   | Font de Canaletes · Vegeu més fotos d'aquesta obra · Carregueu una nova foto d'aquesta obra                                                       |
| Font del Sàtir (desaparegut) | Substituïda per una altra font i després pel monument a Pitarra                                                      | 1802, enderrocada 1817 | | Pl. del Teatre 41° 22′ 43″ N, 2° 10′ 33″ E / 41.37874°N,2.17579°E                                                                                      | 08019/1812-2   | Carregueu una nova foto d'aquesta obra |
| Font de Santa Eulàlia, Font del Pedró | | Escultors: Lluís Bonifaci, el Vell, Llàtzer Tremullas, reconstrucció: Frederic Marès original perdut de 1673, obra actual de 1687, adaptada per font 1826, destruïda parcialment 1936; reconstrucció 1951 | base de marbres diversos i pedra de Montjuïc, escultura de marbre blanc                                                              | Pl. del Pedró 41° 22′ 46″ N, 2° 09′ 58″ E / 41.379524°N,2.166042°E                                                                                     | 08019/1813-1   | Font de Santa Eulàlia · Vegeu més fotos d'aquesta obra · Carregueu una nova foto d'aquesta obra                                                   |
| Font de Neptú | | Escultors: Adrià Ferran, Celdoni Guixà Arquitectes de l'actual instal·lació: Rosa Maria Clotet, Ramon Sanabria, Pere Casajoana obra de 1826, situada en diferents emplaçaments, restaurada i col·locada en l'emplaçament actual 1983 | pedra | Pl. de la Mercè 41° 22′ 45″ N, 2° 10′ 46″ E / 41.37911°N,2.17935°E                                                                                     | 08019/1815-1   | Font de Neptú · Vegeu més fotos d'aquesta obra · Carregueu una nova foto d'aquesta obra                                                           |
| L'estudiant -Font de Sant Felip Neri- (desaparegut) | Estàtua sobre la font, robada                                                                                        | Escultor: Josep Miret Arquitecte: Joaquim de Ros de Ramis 1962, desaparegut 1963 | | Pl. Sant Felip Neri 41° 23′ 00″ N, 2° 10′ 30″ E / 41.38341°N,2.17511°E                                                                                 | 08019/1816-1   | L'estudiant -Font de Sant Felip Neri- · Vegeu més fotos d'aquesta obra · Carregueu una nova foto d'aquesta obra                                   |
| A Emili Vendrell | | Escultor: Rafael Solanich, signada Arquitectes: Beth Galí, Rosa Maria Clotet 1982, configuració actual de l'emplaçament 2001 | pedra amb relleu i inscripcions de bronze                                                                                            | Pl. d'Emili Vendrell 41° 22′ 53″ N, 2° 10′ 01″ E / 41.381417°N,2.166846°E                                                                              | 08019/1817-1   | A Emili Vendrell (Rafael Solanich) · Vegeu més fotos d'aquesta obra · Carregueu una nova foto d'aquesta obra                                      |
| Font de la Violetera, Homenatge a Raquel Meller | | Escultor: Josep Viladomat, signada 1966 | bronze sobre pedestal de pedra calcària                                                                                              | C. Nou de la Rambla - av. Paral·lel 41° 22′ 31″ N, 2° 10′ 14″ E / 41.37524°N,2.17043°E                                                                 | 08019/1818-1   | Font de la Violetera · Vegeu més fotos d'aquesta obra · Carregueu una nova foto d'aquesta obra                                                    |
| Font de la Corporació Metropolitana, Homenatge a Joan Maragall | | Escultor: Xavier Corberó, signada 1985, retirada 2012 | bronze | Pg. de Colom davant del c. del Parc 41° 22′ 38″ N, 2° 10′ 45″ E / 41.37723°N,2.17903°E                                                                 | 08019/1824-2   | Carregueu una nova foto d'aquesta obra |
| Font del Carme | | Disseny: Josep Goday 1931, reconstruïda 1938, desmuntada i reposada 2003 | pedra de Montjuïc | Pl. de Joan Amades 41° 22′ 53″ N, 2° 10′ 06″ E / 41.38136°N,2.168318°E                                                                                 | 08019/1825-1   | Font del Carme · Vegeu més fotos d'aquesta obra · Carregueu una nova foto d'aquesta obra                                                          |
| A Galceran Marquet | Dedicat a Galceran Marquet                                                                                           | Escultors: Damià Campeny i Estrany, Josep Anicet Santigosa Arquitecte: Francesc Daniel Molina Darrera restauració: Carme Hosta i Judit Masana 1851 | ferro colat pintat sobre base de pedra de Montjuïc                                                                                   | Pl. Duc de Medinaceli 41° 22′ 42″ N, 2° 10′ 44″ E / 41.37835°N,2.17901°E                                                                               | 08019/1828-1   | A Galceran Marquet (Damià Campeny i Josep Anicet Santigosa) · Vegeu més fotos d'aquesta obra · Carregueu una nova foto d'aquesta obra             |
| A Josep Maria Folch i Torres | | Escultor: Josep Ricart i Maymir Arquitecta: Carme Ribas 1985 | relleus de bronze, acer inoxidable i acer laminat pintat sobre arquitectura                                                          | Pl. Josep Maria Folch i Torres 41° 22′ 35″ N, 2° 10′ 00″ E / 41.376455°N,2.166678°E                                                                    | 08019/1831-1   | A Josep Maria Folch i Torres (Josep Ricart i Maymir) · Vegeu més fotos d'aquesta obra · Carregueu una nova foto d'aquesta obra                    |
| Pilota | | Escultor: Juan Bordes Arquitectes: Oscar Tusquets, Carlos Díaz 1992 | bronze sobre base de pedra artificial negra                                                                                          | Av. Paral·lel, Drassanes 41° 22′ 28″ N, 2° 10′ 33″ E / 41.37457°N,2.17582°E                                                                            | 08019/1839-1   | Pilota (Juan Bordes) · Vegeu més fotos d'aquesta obra · Carregueu una nova foto d'aquesta obra                                                    |
| Als Santpere | | Escultor: Juan Bordes Arquitectes: Oscar Tusquets, Carlos Díaz, col·laborador Eduardo Egozcue, signada 1995 | pedra artificial vermellosa amb relleus de bronze i instal·lació de fibra òptica                                                     | La Rambla (Santa Mònica) 41° 22′ 38″ N, 2° 10′ 35″ E / 41.37724°N,2.17643°E                                                                            | 08019/1843-1   | Als Santpere · Vegeu més fotos d'aquesta obra · Carregueu una nova foto d'aquesta obra                                                            |
| Font del Carrer Nou de la Rambla | | autor desconegut 1826, reconstrucció 1986 | pedra | C. Nou de la Rambla, 45 41° 22′ 39″ N, 2° 10′ 21″ E / 41.377467°N,2.172635°E                                                                           | 08019/1845-1   | Font del Carrer Nou de la Rambla · Vegeu més fotos d'aquesta obra · Carregueu una nova foto d'aquesta obra                                        |
| Font Wallace | | Escultor: Charles-Auguste Lebourg, signada original de 1872. Instal·lades a Barcelona per primer cop el 1888 | ferro colat pintat | La Rambla davant del passatge de la Banca 41° 22′ 38″ N, 2° 10′ 36″ E / 41.37711°N,2.17676°E                                                           | 08019/1870-1   | Font Wallace · Vegeu més fotos d'aquesta obra · Carregueu una nova foto d'aquesta obra                                                            |
| Font del Claustre de la Catedral. Sant Jordi | | Escultor: Antoni Claperós (original), Emili Colom (reconstrucció) Arquitecte: Andreu Escuder font de 1356, obra de 1448-1449, substituïda 1874, actual de 1971 | bronze | Claustre de la Catedral 41° 23′ 01″ N, 2° 10′ 35″ E / 41.38374°N,2.17629°E                                                                             | 08019/1873-1   | Font del Claustre de la Catedral. Sant Jordi (Emili Colom) · Es creu que no es poden fer fotos lliures d'aquesta obra                             |
| Font del WTC | | Wet Design 1999 | aigua | World Trade Center, Moll d'Espanya 41° 22′ 17″ N, 2° 10′ 54″ E / 41.37139°N,2.18178°E                                                                  | 08019/1880-1   | Font del WTC · Vegeu més fotos d'aquesta obra · Carregueu una nova foto d'aquesta obra                                                            |
| Font rèplica del model Wallace | | Diseño: Taller de Salvi S.A. 1999 | ferro colat pintat | La Rambla, 54 41° 22′ 50″ N, 2° 10′ 26″ E / 41.38049°N,2.17386°E                                                                                       | 08019/1881-1   | Font rèplica del model Wallace · Vegeu més fotos d'aquesta obra · Carregueu una nova foto d'aquesta obra                                          |
| Fanals de la plaça Reial | | Arquitecte: Antoni Gaudí 1879, restauració 1967 | ferro forjat i pedra calcària -placa-                                                                                                | Pl. Reial 41° 22′ 49″ N, 2° 10′ 31″ E / 41.38022°N,2.17517°E                                                                                           | 08019/1902-1   | Fanals de la plaça Reial · Vegeu més fotos d'aquesta obra · Carregueu una nova foto d'aquesta obra                                                |
| Fanal de Canaletes | | Arquitecte: Félix de Azúa Pastors 1928 | granit, pedra, bronze, vidre | La Rambla 41° 23′ 08″ N, 2° 10′ 12″ E / 41.38562°N,2.17003°E                                                                                           | 08019/1903-1   | Fanal de Canaletes · Vegeu més fotos d'aquesta obra · Carregueu una nova foto d'aquesta obra                                                      |
| Rellotge il·lusori | | Escultor: Joan Borrell i Nicolau Disseny: Enric Satué Arquitecte: Francesc Rodon 1985 | | Rambla, 125, vestíbul Teatre Poliorama 41° 23′ 05″ N, 2° 10′ 13″ E / 41.38482°N,2.17028°E                                                              | 08019/1909-1   | Es creu que no es poden fer fotos lliures d'aquesta obra                                                                                          |
| Miraestels, Saltamartins aquàtics | | Escultor: Robert Llimós 2010 | resina de poliester | Rambla de Mar, dintre del mar 41° 22′ 30″ N, 2° 10′ 50″ E / 41.375015°N,2.180472°E                                                                     | 08019/1910-1   | Miraestels (Robert Llimós) · Vegeu més fotos d'aquesta obra · Carregueu una nova foto d'aquesta obra                                              |
| Lletres gimnastes | | Disseny: Joan Brossa, signada 1997 | resines de poliester i placa esmaltada                                                                                               | C. Rauric 41° 22′ 53″ N, 2° 10′ 29″ E / 41.3814°N,2.17476°E                                                                                            | 08019/1911-1   | Lletres gimnastes (Joan Brossa) · Vegeu més fotos d'aquesta obra · Carregueu una nova foto d'aquesta obra                                         |
| La Caritat | | Escultor: Joan Serra, signada 1880 | bronze | C. Montalegre, pati Manning 41° 23′ 03″ N, 2° 09′ 59″ E / 41.384183°N,2.166267°E                                                                       | 08019/1912-1   | La Caritat (Joan Serra) · Vegeu més fotos d'aquesta obra · Carregueu una nova foto d'aquesta obra                                                 |
| Fris de l'Edifici Novíssim | | Escultor: Josep Maria Subirachs, signada Arquitectes: Lorenzo García Barbón, Enric Giralt Ortet 1969 | pedra artificial i alumini | Pl. Sant Miquel 41° 22′ 55″ N, 2° 10′ 39″ E / 41.38201°N,2.17761°E                                                                                     | 08019/1913-1   | Fris de l'Edifici Novíssim (Josep Maria Subirachs) · Vegeu més fotos d'aquesta obra · Carregueu una nova foto d'aquesta obra                      |
| Ictíneu I | | Disseny: Manuel Reventós, Josep Mora, Josep Rosell, sobre el projecte de Narcís Monturiol, amb l'assessorament de Jordi Riba 1992, col·locat en aquest emplaçament des de 2002 | fusta de roure, metall, corda d'espart i vidre                                                                                       | Pati del Museu Marítim 41° 22′ 33″ N, 2° 10′ 32″ E / 41.37592°N,2.17545°E                                                                              | 08019/1914-1   | Ictíneu I · Vegeu més fotos d'aquesta obra · Carregueu una nova foto d'aquesta obra                                                               |
| Ictíneu II | | Disseny: Manuel Reventós, Josep Mora, Josep Rosell, sobre el projecte de Narcís Monturiol, amb l'assessorament de Jordi Riba 1992, col·locat en aquest emplaçament des de 2002 | fusta de roure, metall, corda d'espart i vidre                                                                                       | Moll de Barcelona 41° 22′ 46″ N, 2° 11′ 00″ E / 41.37958°N,2.18337°E                                                                                   | 08019/1914-2   | Ictíneu II · Vegeu més fotos d'aquesta obra · Carregueu una nova foto d'aquesta obra                                                              |
| La parella | | Escultor: Lautaro Díaz, signada projecte 1998, en aquest emplaçament des de 2002 | bronze | Moll de la Fusta 41° 22′ 40″ N, 2° 10′ 50″ E / 41.37773°N,2.18047°E                                                                                    | 08019/1915-1   | La parella (Lautaro Díaz) · Vegeu més fotos d'aquesta obra · Carregueu una nova foto d'aquesta obra                                               |
| Creu de Santa Anna, Creu d'Almatret | | Escultor: Joan Molist 1608, col·locada en aquest emplaçament des de 1944, copia 2006 | pedra calcària | Placeta de Ramon Amadeu 41° 23′ 09″ N, 2° 10′ 17″ E / 41.38583°N,2.17149°E                                                                             | 08019/1916-1   | Creu de Santa Anna · Vegeu més fotos d'aquesta obra · Carregueu una nova foto d'aquesta obra                                                      |
| Sant Josep Patriarca | | Escultor: Josep Llimona, reconstrucció de Lluís Cera Arquitecte: Josep Puig i Cadafalch 1907, destruïda 1936, reconstrucció 2000 | pedra arenisca de Vinaixa | C. Montsió - passatge del Patriarca 41° 23′ 09″ N, 2° 10′ 25″ E / 41.38579°N,2.1737°E                                                                  | 08019/1917-1   | Sant Josep Patriarca (Josep Llimona) · Vegeu més fotos d'aquesta obra · Carregueu una nova foto d'aquesta obra                                    |
| Rellotge lluminós, El rellotge de terra | | Disseny: Joan Cabrerizo 1935, restaurat 1989 | terratzo i vidre amb incrustacions de llautó                                                                                         | Via Laietana, 69 41° 23′ 17″ N, 2° 10′ 23″ E / 41.38804°N,2.17314°E                                                                                    | 08019/1971-1   | Rellotge lluminós (Joan Cabrerizo) · Vegeu més fotos d'aquesta obra · Carregueu una nova foto d'aquesta obra                                      |
| Mitgera de la plaça Castella | | Autor desconegut | esgrafiat | Pl. Castella 41° 23′ 07″ N, 2° 09′ 52″ E / 41.385162°N,2.164557°E                                                                                      | 08019/1974-1   | Mitgera de la plaça Castella · Vegeu més fotos d'aquesta obra · Carregueu una nova foto d'aquesta obra                                            |
| Ones | | Escultor: Andreu Alfaro 2003 | acer inoxidable | Moll de Barcelona 41° 22′ 25″ N, 2° 10′ 38″ E / 41.37348°N,2.17714°E                                                                                   | 08019/1975-1   | Ones (Andreu Alfaro) · Vegeu més fotos d'aquesta obra · Carregueu una nova foto d'aquesta obra                                                    |
| Pompeu Fabra al vaixell Uruguai | | Escultor: Francisco López Hernández Arquitecte: Josep Benedito 1993. Temporalment inaccessible per obres | bronze | La Rambla, 30-32 41° 22′ 43″ N, 2° 10′ 34″ E / 41.37854°N,2.17615°E                                                                                    | 08019/1978-1   | Es creu que no es poden fer fotos lliures d'aquesta obra                                                                                          |
| La porta | | Escultor: Josep Maria Riera Aragó Arquitecte: Josep Benedito 1993 | cobre i bronze | La Rambla, 30-32 41° 22′ 43″ N, 2° 10′ 34″ E / 41.37861°N,2.1761°E                                                                                     | 08019/1979-1   | La porta (Josep Maria Riera Aragó) · Vegeu més fotos d'aquesta obra · Carregueu una nova foto d'aquesta obra                                      |
| Ramon Llull, autor de l'obra literària Blanquerna, forjador de l'Arbre de la Ciència, creador de l'Escala de l'Enteniment...                                                         | | Escultor: Josep Maria Riera Aragó Arquitectes: Dani Freixas, Vicente Miranda 1996 | bronze | C. Valldonzella, 23, vestíbul Facultat de Ciències de la Informació 41° 23′ 01″ N, 2° 09′ 55″ E / 41.383586°N,2.165291°E                               | 08019/1986-1   | Es creu que no es poden fer fotos lliures d'aquesta obra                                                                                          |
| Globus oculars | | Escultor: Frederic Amat Arquitectes: Alonso, Balaguer y Arquitectos Asociados 2011 | porcellana policromada | Via Laietana, 49 41° 23′ 13″ N, 2° 10′ 28″ E / 41.38708°N,2.17437°E                                                                                    | 08019/1987-1   | Globus oculars (Frederic Amat) · Vegeu més fotos d'aquesta obra · Carregueu una nova foto d'aquesta obra                                          |
| Gato | | Escultor: Fernando Botero, signada 1989, en l'actual emplaçament des de 2003 | bronze | Rambla del Raval, abans a la pl. Blanquerna 41° 22′ 41″ N, 2° 10′ 11″ E / 41.378135°N,2.169861°E                                                       | 08019/3107-1   | Gato (Fernando Botero) · Vegeu més fotos d'aquesta obra · Carregueu una nova foto d'aquesta obra                                                  |
| Cintes (desaparegut) | Actualment en magatzems del Port de Barcelona                                                                        | Escultor: Robert Llimós 1981, retirat 1991 | metall | Moll de la Fusta | 08019/3920-1   | Es creu que no es poden fer fotos lliures d'aquesta obra                                                                                          |
| Mercuri i tres figures de Minerva | | Escultor: Vicenç Navarro Arquitectes: José Yarnoz Larrosa i Luis Menéndez Pidal Alvarez, amb la col·laboració de Javier Yarnoz 1933 | | Via Laietana, 35 - pl. Antoni Maura, 6, CatalunyaCaixa 41° 23′ 08″ N, 2° 10′ 35″ E / 41.38552°N,2.17648°E                                              | 08019/111002-1 | Mercuri i tres figures de Minerva (Vicenç Navarro) · Vegeu més fotos d'aquesta obra · Carregueu una nova foto d'aquesta obra                      |
| Minerva | | Escultor: Frederic Marès Arquitecte: Ignacio Galíndez Zabala c 1929 | bronze | Pl. Catalunya, 21, BBVA 41° 23′ 09″ N, 2° 10′ 15″ E / 41.38593°N,2.17072°E                                                                             | 08019/111003-1 | Minerva (Frederic Marès) · Carregueu una nova foto d'aquesta obra                                                                                 |
| Al·legories del Comerç i de la Indústria | | Escultors: Agapit Vallmitjana i Barbany i Venanci Vallmitjana i Barbany Arquitecte: Josep Oriol Mestres 1859 | pedra | La Rambla, 2, Institut Europeu de la Mediterrània 41° 22′ 37″ N, 2° 10′ 38″ E / 41.37686°N,2.17726°E                                                   | 08019/111004-1 | Al·legories del Comerç i de la Indústria (Agapit i Venanci Vallmitjana) · Vegeu més fotos d'aquesta obra · Carregueu una nova foto d'aquesta obra |
| Mercuri i Fortuna | | Escultor: Francesc Pagès Arquitecte: Josep Oriol Mestres 1881 | pedra | La Rambla, 109, Hotel 1898 41° 23′ 01″ N, 2° 10′ 16″ E / 41.38353°N,2.17123°E                                                                          | 08019/111005-1 | Mercuri i Fortuna (Francesc Pagès) · Vegeu més fotos d'aquesta obra · Carregueu una nova foto d'aquesta obra                                      |
| El medallons de La Vanguardia | | Arquitecte: Adolf Florensa c 1955-1960 | pedra | C. de Tallers, 62 41° 23′ 06″ N, 2° 10′ 01″ E / 41.384981°N,2.166875°E                                                                                 | 08019/111007-1 | El medallons de La Vanguardia · Vegeu més fotos d'aquesta obra · Carregueu una nova foto d'aquesta obra                                           |
| Els Quatre Continents | | Escultors: August Font, Francesc Font, Manuel Fuxà, Francesc Pagès, Ramon Elías Arquitecte: Leandre Albareda 1882, 1898, 1933 | | C. Notariat, 2-4 -Col·legi de Notaris- 41° 22′ 58″ N, 2° 10′ 10″ E / 41.382905°N,2.169317°E                                                            | 08019/111009-1 | Els Quatre Continents · Carregueu una nova foto d'aquesta obra                                                                                    |
| Casa dels Paraigües | | Disseny: Josep Vilaseca i Casanovas 1888 | zenc | La Rambla, 82 - Pla de la Boqueria, 1 41° 22′ 53″ N, 2° 10′ 24″ E / 41.38138°N,2.17332°E                                                               | 08019/111010-1 | Casa dels Paraigües · Vegeu més fotos d'aquesta obra · Carregueu una nova foto d'aquesta obra                                                     |
| Medallons i bust al Gran Teatre del Liceu | | Escultor: Agapit Vallmitjana i Barbany Arquitecte: Miquel Garriga i Roca i Josep Oriol Mestres 1847, 1862 | | La Rambla, 61-65 41° 22′ 51″ N, 2° 10′ 24″ E / 41.380785°N,2.173403°E                                                                                  | 08019/111011-1 | Medallons i bust al Gran Teatre del Liceu · Vegeu més fotos d'aquesta obra · Carregueu una nova foto d'aquesta obra                               |
| Reial Acadèmia de Ciències Naturals i Arts de Barcelona | | Escultor: Rafael Atché, Francesc Font Arquitecte: Josep Domènech i Estapà, Josep Oriol Mestres, Martorell-Bohigas-Mackay 1894, reforma 1984 | pedra artificial | La Rambla, 115 41° 23′ 03″ N, 2° 10′ 15″ E / 41.38417°N,2.17079°E                                                                                      | 08019/111012-1 | Reial Acadèmia de Ciències Naturals i Arts de Barcelona · Vegeu més fotos d'aquesta obra · Carregueu una nova foto d'aquesta obra                 |
| Les arts a l'Institut d'Estudis Catalans | | Artistes: Andreu Alfaro, Ernest Altès, Lluís Bonifaci, el Vell, Joan Borrell i Nicolau, Tom Carr, Josep Clarà, Josep Llimona, Perejaume, Rosa Serra, Manuel Cusachs, Joan Vila Grau, Salvador Alibau, Judit Gaset, Núria Pié, John Robinson, i Antoni Miró Conjunt d'obres realitzades des de 1677 fins a 2009                                    | | C. Carme, 47, Institut d'Estudis Catalans 41° 22′ 53″ N, 2° 10′ 09″ E / 41.381393°N,2.169139°E                                                         | 08019/111013-0 | Les arts a l'Institut d'Estudis Catalans · Vegeu més fotos d'aquesta obra · Carregueu una nova foto d'aquesta obra                                |
| L'elm de Pere el Cerimoniós | | Disseny: Antoni Gaudí Execució: Joan Oñós Arquitecte: Antoni Gaudí 1899 | ferro | C. Nou de la Rambla, 3-5, Palau Güell 41° 22′ 44″ N, 2° 10′ 27″ E / 41.37889°N,2.17422°E                                                               | 08019/111014-1 | L'elm de Pere el Cerimoniós (Antoni Gaudí) · Vegeu més fotos d'aquesta obra · Carregueu una nova foto d'aquesta obra                              |
| Símbols i fames del teatre | | Escultor: atr. a Bartolomeo Ferrari Arquitecte: Francesc Daniel Molina 1848, 1915 | terracota | La Rambla, 27-29, façana Teatre Principal 41° 22′ 43″ N, 2° 10′ 31″ E / 41.37867°N,2.17536°E                                                           | 08019/111015-1 | Símbols i fames del teatre (Bartolomeo Ferrari) · Vegeu més fotos d'aquesta obra · Carregueu una nova foto d'aquesta obra                         |
| La tortuga i les orenetes | | Disseny: Lluís Domènech i Montaner Execució: Alfons Juyol Bach 1902 | | C. de Santa Llúcia, 1, bústia de Ca l'Ardiaca 41° 23′ 03″ N, 2° 10′ 33″ E / 41.38406°N,2.17577°E                                                       | 08019/111016-1 | La tortuga i les orenetes (Lluís Domènech i Montaner) · Vegeu més fotos d'aquesta obra · Carregueu una nova foto d'aquesta obra                   |
| Escultures del Grup Escolar Collaso i Gil | | Escultor: Pere Jou Arquitecte: Josep Goday 1935 | pedra i terracota | C. Sant Pau, 101 41° 22′ 34″ N, 2° 10′ 09″ E / 41.376177°N,2.169032°E                                                                                  | 08019/111018-1 | Escultures del Grup Escolar Collaso i Gil (Pere Jou) · Vegeu més fotos d'aquesta obra · Carregueu una nova foto d'aquesta obra                    |
| Labor i Studio, Treball i Estudi | | Escultor: Lambert Escaler 1914, 1935 | pedra | C. Pelai, 54, Magatzems C&A 41° 23′ 08″ N, 2° 10′ 09″ E / 41.38545°N,2.16911°E                                                                         | 08019/111019-1 | Labor i Studio (Lambert Escaler) · Carregueu una nova foto d'aquesta obra                                                                         |
| Els personatges de la Comandància | | Escultor: Felipe Coscolla Plana 1930 | formigó | Pl. del Portal de la Pau, 5, edifici de la Comandància Militar 41° 22′ 36″ N, 2° 10′ 40″ E / 41.37665°N,2.17788°E                                      | 08019/111021-1 | Els personatges de la Comandància (Felipe Coscolla Plana) · Carregueu una nova foto d'aquesta obra                                                |
| Les arts al Palau Moja | | Escultor: Salvador Gurri, Enric Monjo, Rossend Nobas Arquitecte: Josep Mas, Antoni Rovira i Trías c 1790 - c 1945 | terracota, pedra, marbre, bronze | C. Portaferrissa, 1 41° 22′ 59″ N, 2° 10′ 19″ E / 41.383148°N,2.171864°E                                                                               | 08019/111026-1 | Les arts al Palau Moja · Carregueu una nova foto d'aquesta obra                                                                                   |
| El Comerç i la Indústria | | Escultor: V. Castillo Arquitecte: Arnau Calvet Peyronill | pedra | Av. Portal de l'Àngel, 19, magatzems El Corte Inglés 41° 23′ 09″ N, 2° 10′ 21″ E / 41.385885°N,2.172588°E                                              | 08019/111027-1 | El Comerç i la Indústria (V. Castillo) · Vegeu més fotos d'aquesta obra · Carregueu una nova foto d'aquesta obra                                  |
| Escuts i lleons | | Escultor: Eusebi Arnau Arquitecte: Enric Sagnier i Villavecchia amb la col·laboració de l'enginyer Pere García Faria 1896-1902 | | Pg. de Josep Carner, 29, Duana de Barcelona 41° 22′ 29″ N, 2° 10′ 38″ E / 41.374788°N,2.177229°E                                                       | 08019/111028-1 | Escuts i lleons (Eusebi Arnau) · Vegeu més fotos d'aquesta obra · Carregueu una nova foto d'aquesta obra                                          |
| Les armes del virrei | | Escultor: Carles Grau amb la col·laboració de Francesc Serra Disseny: Manuel d'Amat Arquitecte: Josep Ausich, Carles Grau 1778 | pedra | La Rambla, 99, Palau de la Virreina 41° 22′ 57″ N, 2° 10′ 19″ E / 41.38255°N,2.17181°E                                                                 | 08019/111030-1 | Les armes del virrei (Carles Grau) · Vegeu més fotos d'aquesta obra · Carregueu una nova foto d'aquesta obra                                      |
| Relleu Tomas Ribalta | | c 1870 | pedra | La Rambla 8, Palau Marc 41° 22′ 39″ N, 2° 10′ 36″ E / 41.3775°N,2.176667°E                                                                             | 08019/111031-1 | Relleu Tomas Ribalta · Vegeu més fotos d'aquesta obra · Carregueu una nova foto d'aquesta obra                                                    |